# Inácio Piá
João Batista Inácio, mais conhecido como Inácio Piá (Ibitinga, 22 de março de 1982), é um ex-futebolista brasileiro. 

## Carreira

### Atalanta

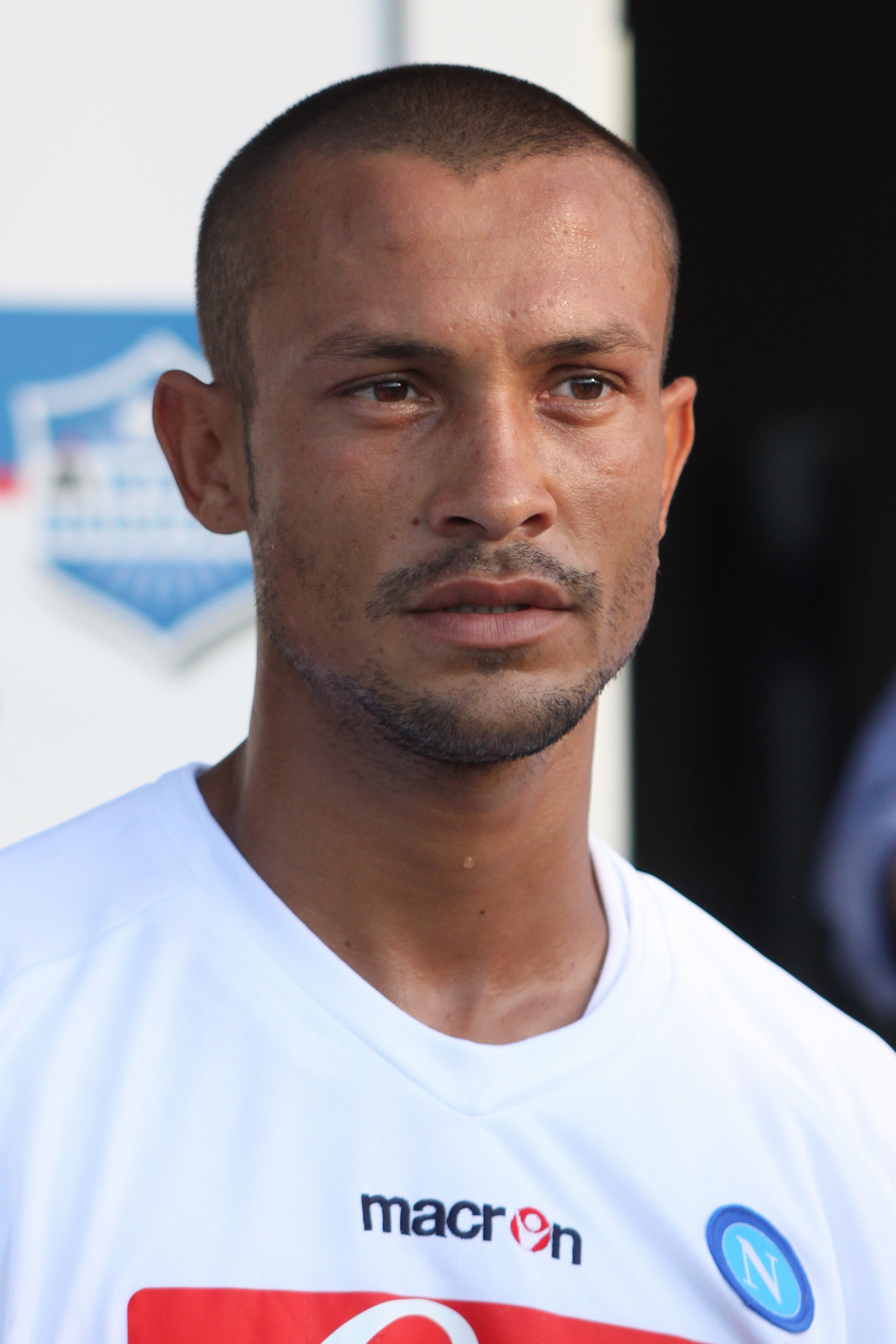
João Batista Inácio, Piá

Piá começou sua carreira jogando nas categorias de base do Atalanta. Na Série A, onde ele fez sua estréia em 2 de dezembro de 2001, na derrota por 4 a 2 contra a Internazionale. Ele marcou apenas um gol em 23 jogos durante seus primeiros anos no clube. Um período de empréstimo veio depois que ele se juntou com o Ascoli por uma temporada, onde neste período mostrou-se ser um sucesso, marcando 13 gols em 36 jogos.

### Napoli
Após o seu empréstimo acabar, Piá voltou a Atalanta, onde fez 10 aparições a mais para o clube, antes de transferir-se para o Napoli em um acordo de co-propriedade em janeiro de 2005. Ele marcou em sua primeira partida oficial pelo novo clube, um dos gols na vitória por 3 a 0 sobre Giulianova.
Piá ajudou o clube a ganhar a Serie C1, alcançando a volta para a Serie B. O acordo de co-propriedade com a Atalanta foi resolvido a favor do Napoli, no início de 2005. Apesar de ser um iniciante no clube, assinou um novo contrato em maio de 2006 que irá mantê-lo no clube até 2011, tornou-se um excedente do Napoli na campanha da Serie A e, assim, ele foi emprestado ao Treviso para mais uma temporada da Série B. Depois de apenas seis meses, ele foi emprestado para a Catania.
Em junho de 2008, ele retornou a Nápoles para vestir novamente as cores napolitanas, e fez sua estréia no jogo da Copa UEFA contra o KS Vllaznia, onde teve participação na vitória por 3 a 0. No jogo de volta, ele marcou o segundo gol na vitória por 5 a 0 sobre o clube da Albânia.
Em janeiro de 2010 ele foi emprestado para o Torino.

### Portogruaro e Pergolettese
Em 31 de agosto de 2010, assinou um contrato com o Portogruaro.
Em 6 de setembro de 2011, se transferiu para o Pergocrema.

### Lecce
Em 28 de julho de 2012, foi contratado pelo Lecce em um contrato de dois anos junto de seu ex-companheiro do Napoli, Mariano Bogliacino.

## Vida pessoal
Ele é o irmão mais velho de Joelson José Inácio, que também atuou só atuou por clubes italianos.